# Aina Suzuki
Aina Suzuki (鈴木 愛奈 Suzuki Aina) es una seiyū japonesa nacida el 23 de julio de 1995 en Hokkaidō. Ha interpretado a Mari Ohara en Love Live! Sunshine!! y Mez en Akame ga Kill!, entre otros personajes. Está afiliada a IAM Agency.

## Biografía
Ingresó a la séptima edición del concurso Anisong Grand Prix como la ganadora de las preliminares de Sapporo, llegando a ser una de los tres finalistas. Luego de graduarse de Preparatoria, se mudó a Tokio, con el objetivo de convertirse en cantante de "Anisong". En abril de 2014, ingresó a la International Academy of Media y comenzó a trabajar como actriz de voz como empleada de IAM Agency.

## Roles Interpretados
Los personajes principales están en negrita.

### Series de Anime
| Año/s     | Anime                               | Personaje/s       | Episodios                                 |
| --------- | ----------------------------------- | ----------------- | ----------------------------------------- |
| 2020      | Dropkick on My Devil! 2             | Jashin-chan       | 11 Episodios + 1 OVA                      |
| 2020      | Monster Girl Doctor                 | Eris              |                                           |
| 2018      | Saint Seiya: Saintia Shō            | Shōko de Equuleus |                                           |
| 2018      | Mahou Shoujo Site                   | Shioi Rina        | Episodios 2-8                             |
| 2018      | Alice or Alice                      | Yamirii           | Episodios 7-8-10                          |
| 2018      | Dropkick on My Devil!               | Jashin-chan       | 11 Episodios + 1 OVA                      |
| 2017      | Clione no Akari                     | Kaho Ichinose     |                                           |
| 2016-2017 | Love Live! Sunshine!!               | Mari Ohara        | 24 episodios (incluidas las 2 temporadas) |
| 2016      | Bishōjo Yuugi Unit Crane Game Girls | Newscaster        | 13 episodios                              |
| 2016      | Onigiri                             | Shizuka Gozen     | 13 episodios                              |
| 2016      | Sansha Sanyō                        | Asako Kondō       | 10 episodios (Aprox.)                     |
| 2016      | Amaama to Inazuma                   | Chiyo/Estudiante  | 2 episodios (4, 7)                        |
| 2015      | Jōkamachi no Dandelion              | Shiori Sakurada   | 11 episodios (1-9, 11-12)                 |
| 2015      | Yuruyuri San Hai!                   | Miembro A         | 2 episodios (9-10)                        |
| 2014      | Akame ga Kill!                      | Mez               | 1 episodio (18)                           |

Otros
- 2016: Kaijū Girls ~Ultra Kaijū Gijinka Keikaku~ como Miclas/Miku Ushimaru.[3]

### ONAs
| Año/s | ONA                      | Personaje/s       | Procedente              |
| ----- | ------------------------ | ----------------- | ----------------------- |
| 2014  | Akame ga Kill! Theater   | Mez               | Akame ga Kill!          |
| 2019  | Saint Seiya: Saintia Sho | Shoko de Equuleus | Saint Seiya Saintia Sho |

### Especiales
| Año/s | Película                                  | Personaje/s | Procedente                        |
| ----- | ----------------------------------------- | ----------- | --------------------------------- |
| 2016  | Ginga Kikōtai Majestic Prince Episodio 25 | Ann Medikum | Gekijōban Kikōtai Majestic Prince |

### Películas
| Año/s | Película                                                      | Personaje/s | Procedente                        |
| ----- | ------------------------------------------------------------- | ----------- | --------------------------------- |
| 2016  | Gekijōban Ginga Kikōtai Majestic Prince                       | Ann Medikum | Gekijōban Kikōtai Majestic Prince |
| 2019  | Love Live! Sunshine!! The School Idol Movie: Over the Rainbow | Mari Ohara  | --                                |

### Videojuegos
2016
- Megami Meguri como Konohana Sakuyahime.
- Grand Chase Dimensional Chaser como Lime

## Música
- Como parte del grupo "Aqours", participó del video musical Kimi no Kokoro wa Kagayaiteru kai? para el anime Love Live! Sunshine.[4]
- Ha participado del 4º volumen de la serie de canciones de personajes de Sansha San'yō, en compañía de Machiko, bajo el nombre Nanda Kanda Combination. Su sencillo ha llegado al puesto 67 de los rankings japoneses.[5]
- Junto con sus compañeras de elenco interpretará los temas de la serie Kaijū Girls ~Ultra Kaijū Gijinka Keikaku~.[3]